# ميثيسيلين

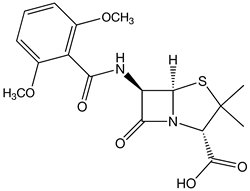
البنية الكيميائية للمثسلين

الميثيسيلين (بالإنجليزية: Meticillin)‏ هو مضاد حيوي ينتمي إلى عائلة البنسلين